# Stampe et Vertongen RSV.22
Stampe et Vertongen RSV 22-180 là một loại máy bay huấn luyện hai tầng cánh, được chế tạo tại Bỉ vào thập niên 1920.

## Biến thể
RSV 22-180
RSV 22-200

## Quốc gia sử dụng
Bỉ
- Không quân Bỉ — 20 × RSV 22-180

## Tính năng kỹ chiến thuật (RSV 22-180)
Dữ liệu lấy từ Hauet 1984, p.18
Đặc điểm tổng quát
- Kíp lái: 2
- Chiều dài: 7.40 m (24 ft 3 in)
- Sải cánh: 9.80 m (32 ft 2 in)
- Chiều cao: 2.70 m (8 ft 10 in)
- Diện tích cánh: 22.0 m2 (237 ft2)
- Trọng lượng rỗng: 700 kg (1.540 lb)
- Trọng lượng có tải: 985 kg (2.170 lb)
- Powerplant: 1 × Hispano-Suiza, 130 kW (180 hp)

Hiệu suất bay
- Vận tốc cực đại: 203 km/h (144 mph)